# Albania (1925)
Albania var en albansk årligen utkommen illustrerad vetenskaplig tidskrift. De första två numren utkom i Milano och Rom och övriga numren i Paris. Den utkom på franska och delvis på engelska, med några nummer åren 1925, 1927-1928, 1932, 1935 och 1939. Tidskriften skrev om bruk och sedvänjor och inbördes relationer mellan Albanien och dess grannländer. Den skrev också om Albaniens och Balkans historia och arkeologi. Flera albanloger har skrivit för tidskriften.